# Фелибры

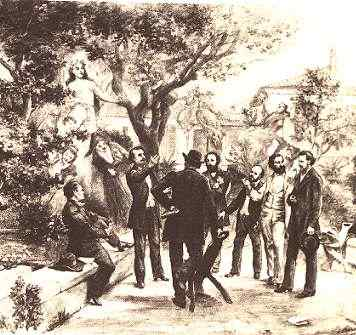
Встреча фелибров в 1854 году: Фредерик Мистраль, Жозеф Руманиль, Теодор Обанель, Жан Брюне, Поль Жиера, Ансельм Матьё, Альфонс Таван

Фелибри́ж (фр. Félibrige) — литературное движение XIX века во Франции, созданное с целью возрождения провансальской литературы.
Начало движения «фелибров» восходит к так называемой «авиньонской школе», в которой объединились поэты, писавшие на провансальском (окситанском) языке и мечтавшие о возрождении словесности и культуры французского Юга. Одним из основателей движения считается поэт Жозеф (Джозе) Руманиль, выпустивший в Авиньоне в 1852 году антологию «Провансальцы», представлявшую стихи поэтов, пишущих на различных диалектах окситанского языка.
Само же понятие «фелибриж» как движение и «фелибры» как его участники возникло в 1854 году, когда Руманиль вместе с молодым, но подававшим большие надежды провансальским поэтом Фредериком Мистралем создали литературное общество. Его название было почерпнуто ими из старинных книг и имеет неясную этимологию. К Руманилю и Мистралю вскоре присоединился ряд поэтов, пишущих на провансальском языке, — Теодор Обанель, Жан Брюне, Поль Жиера, Ансельм Матьё, Альфонс Таван, Альбер Арнавьель, Луи Астрюк, Феликс Гра, Лидия Уилсон.
Несколько десятилетий движение было очень активно, ряд его представителей создали высокохудожественные произведения, а Фредерик Мистраль в 1904 году был удостоен Нобелевской премии по литературе за поэму «Мирейо». Однако к концу XIX века движение постепенно сошло на нет, хотя литература на окситанском языке продолжала создаваться и далее.